# Drumul european E421
Drumul european 421 este un drum care leagă orașul Aachen din Germania de Luxemburg.

## Traseu
| Germania  |                           |            |                              |
|           | Traseu                    |            | Intersecții Drumuri Europene |
| BAB 44    | Aachen                    | Aachen     | E40 E314                     |
| Belgia    |                           |            |                              |
| A3        | Raeren - Battice          | Eupen      | E40                          |
| A27       | Battice - Sankt Vith      | Sankt Vith | E42                          |
| RN62      | Sankt Vith - Burg-Reuland |            |                              |
| Luxemburg |                           |            |                              |
| RN7       | Weiswampach - Diekirch    |            |                              |
| B7        | Diekirch - Ettelbruck     |            |                              |
| A7        | Ettelbruck - Luxemburg    | Luxemburg  | E25 E29 E44                  |